# .jp
.jp és l'actual domini de primer nivell territorial (ccTLD) del Japó. És administrat pel Servei de Registres Japonès, fundat el 30 de junt de 2003 amb aquest propòsit.
Per registrar un domini a .jp cal tenir una adreça de correu al territori japonès. Es poden fer directament al segon domini, tot i que també es pot registrar al tercer domini si es compleixen determinades condicions.
Els noms dels registres de segon nivell poden contenir caràcters japonesos (kanji, hiragana o katakana).